# The Sims Fuori tutti!
The Sims Fuori tutti! (titolo originale: The Sims Bustin' Out) è un gioco che fa parte della serie videoludica The Sims, è stato messo in commercio per la PlayStation 2, Xbox, Nintendo GameCube, Game Boy Advance nel 2003, mentre per N-Gage nel 2004.
A differenza del primo The Sims per PC, Fuori tutti contiene una serie di novità: ora tutto il mondo dei sims è tridimensionale, la grafica è più curata ed è possibile uscire dal proprio lotto e visitarne altri.

## Modalità di gioco
Il gioco si struttura in tre modalità:
- Fuori tutti!: L'obiettivo del giocatore è quello di intraprendere una carriera e vendicarsi sul suo ricchissimo patrigno. Ricevendo promozioni vengono sbloccati nuovi luoghi (già abitati da altri sim), in cui trasferendosi, è possibile completare obiettivi con cui sbloccare nuovi oggetti, interazioni, o veicoli.
- Gioco libero: Il classico The Sims in cui si crea una famiglia e si gestisce.
- Weekend Online: È possibile andare nella partita di un amico e vedere come procede.

## Curiosità
- Nelle versioni per console Nintendo è possibile collegare i due giochi per sbloccare luoghi e una sala giochi con demo giocabili, ampliando così di molto la durata del gioco.
- Nel gioco la famiglia Alberghini utilizza i nomi della versione originale di The Sims (invece di Daniela e Maurizio Alberghini sono Bella e Mortimer Goth).